# Geometrična porazdelitev
Geometrična porazdelitev je diskretna porazdelitev (nezvezna). Poznani sta dve obliki geometrične verjetnostne porazdelitve:
- verjetnostna porazdelitev števila X Bernoullijevih poskusov, ki so potrebni, da pridemo do prvega uspešnega izida
- verjetnostna porazdelitev števila (Y = X – 1) neuspehov pred prvim uspešnim izidom

Prvo obliko geometrične porazdelitve lahko opišemo tudi na naslednji način:
Bernoullijev poskus ponavljamo, vsak poskus ima verjetnost p za uspeh. Slučajna spremenljivka X je število poskusov, ki so potrebni za prvi uspeh. Geometrična porazdelitev nam pa opisuje porazdelitev te slučajne spremenljivke. 
Obeh oblik geometrične porazdelitve ne smemo zamenjevati. Pred uporabo se je potrebno prepričati katera vrsta geometrične porazdelitve nam v obravnavanem primeru bolj odgovarja.
Če je verjetnost za uspeh pri vsakem poskusu enaka p, potem je verjetnost, da bomo pri k-tem poskusu dosegli uspeh, enaka 
{\displaystyle P(X=k)=(1-p)^{k-1}\,p\,}
kjer je 
- {\displaystyle P(X=k)\!} verjetnost, da bo slučajna spremenljivka X pri k-tem poskusu dala uspešen izid
- k je enak 1, 2, 3, …

Podobno je verjetnost , da bomo imeli k neuspehov pred prvim uspehom enaka
{\displaystyle P(Y=k)=(1-p)^{k}\,p\,}
kjer pa je 
- {\displaystyle P(Y=k)\!} verjetnost, da bo za slučajno spremenljivko Y potrebnih k neuspehov pred prvim uspehom
- k = 0, 1, 2, 3, ….

## Lastnosti

### Funkcija verjetnosti
Funkcija verjetnosti je v prvem primeru enaka
{\displaystyle (1-p)^{k-1}\,p\!}
v drugem pa 
{\displaystyle (1-p)^{k}\,p\!}

### Zbirna funkcija verjetnosti
Zbirno funkcijo verjetnosti lahko za prvo obliko zapišemo kot 
{\displaystyle 1-(1-p)^{k}\!}
za drugo obliko pa kot
{\displaystyle 1-(1-p)^{k+1}\!}.

### Pričakovana vrednost
Pričakovana vrednost je enaka 
{\displaystyle {\frac {1}{p}}\!} za prvo oziroma
{\displaystyle {\frac {1-p}{p}}\!} za drugo obliko porazdelitve.

### Varianca
Varianca je enaka 
{\displaystyle {\frac {1-p}{p^{2}}}\!} za prvo obliko porazdelitve in
{\displaystyle {\frac {1-p}{p^{2}}}\!} za drugo obliko porazdelitve.

### Koeficient simetrije
Koeficient simetrije je enak 
{\displaystyle {\frac {2-p}{\sqrt {1-p}}}\!} za prvo obliko porazdelitve in
{\displaystyle {\frac {2-p}{\sqrt {1-p}}}\!} za drugo obliko.

### Sploščenost
Sploščenost je enaka 
{\displaystyle 6+{\frac {p^{2}}{1-p}}\!} za prvo obliko,
{\displaystyle 6+{\frac {p^{2}}{1-p}}\!} pa za drugo obliko porazdelitve.

## Povezave z drugimi porazdelitvami

### Negativna binomska porazdelitev
Geometrična porazdelitev Y je posebni primer negativne binomske porazdelitve z r = 1:
{\displaystyle \mathrm {Geometric} (p)=\mathrm {NegBin} (1,p).\,}.

### Eksponentna porazdelitev
Eksponentna porazdelitev je podobna porazdelitev zvezne slučajne spremenljivke.